# Puellina bifida
Puellina bifida is een mosdiertjessoort uit de familie van de Cribrilinidae. De wetenschappelijke naam van de soort is, als Colletosia innominata, voor het eerst geldig gepubliceerd in 1970 door d'Hondt.